# Daugai
Daugai (ryska: Даугай) är en ort i Litauen.   Den ligger i kommunen Alytaus rajono savivaldybė och länet Alytus län, i den södra delen av landet, 70 km sydväst om huvudstaden Vilnius. Daugai ligger 142 meter över havet och antalet invånare är 1 279.
Terrängen runt Daugai är platt. Runt Daugai är det ganska glesbefolkat, med 24 invånare per kvadratkilometer. Närmaste större samhälle är Alytus, 18,7 km väster om Daugai. Omgivningarna runt Daugai är en mosaik av jordbruksmark och naturlig växtlighet.